# Lasiopodomys fuscus
Lasiopodomys fuscus је врста глодара из породице хрчкова (Cricetidae).

## Распрострањење
Ареал врсте је ограничен на једну државу. Кина је једино познато природно станиште врсте.

## Станиште
Станишта врсте су планине и травна вегетација.

## Угроженост
Ова врста није угрожена, и наведена је као последња брига јер има широко распрострањење.